# The Sacrament of Sin
The Sacrament of Sin è il settimo album in studio del gruppo musicale tedesco Powerwolf, pubblicato il 20 luglio 2018 dalla Napalm Records.

## Tracce
1. Fire & Forgive – 4:30
2. Demons Are a Girl's Best Friend – 3:38
3. Killers with the Cross – 4:09
4. Incense & Iron – 3:57
5. Where the Wild Wolves Have Gone – 4:13
6. Stossgebet – 3:53
7. Nightside of Siberia – 3:53
8. The Sacrament of Sin – 3:26
9. Venom of Venus – 3:28
10. Nighttime Rebel – 4:03
11. Fist by Fist (Sacralize or Strike) – 3:32
12. Midnight Madonna (traccia bonus[2]) – 3:33

Durata totale: 46:15

## Formazione
- Attila Dorn – voce
- Matthew Greywolf – chitarra
- Charles Greywolf – chitarra, basso
- Roel van Helden – batteria, percussioni
- Falk Maria Schlegel – organo, tastiera